# Francis W. Kelsey

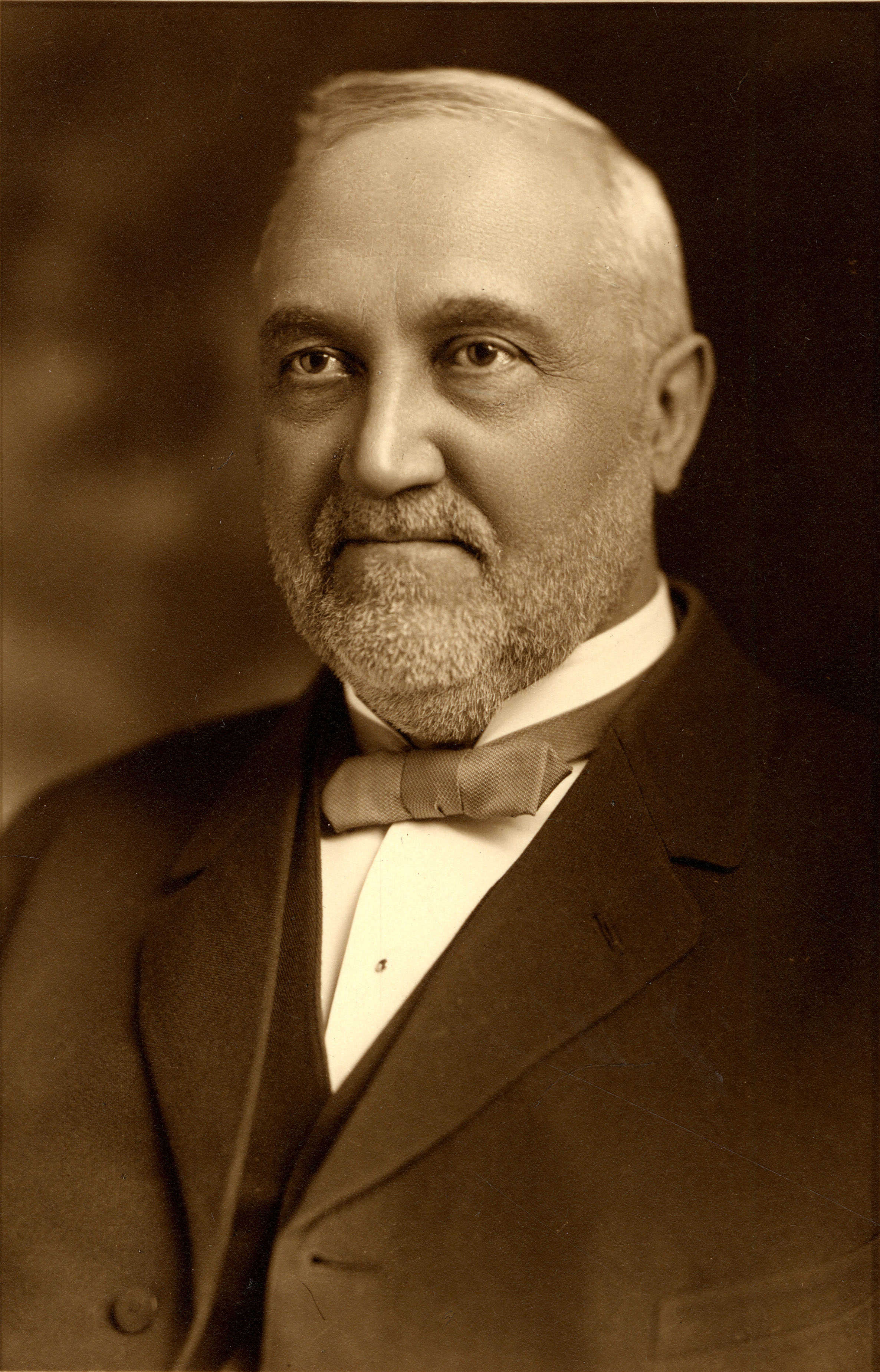
Francis W. Kelsey

Francis W. Kelsey (vollständiger Name Francis Willey Kelsey, * 23. Mai 1858 im Ogden, New York; † 14. Mai 1927 in Ann Arbor, Michigan) war ein US-amerikanischer Klassischer Philologe und Archäologe, der als Professor der Lateinischen Sprache und Literatur an der University of Michigan wirkte (1889–1927). Neben seinen zahlreichen Veröffentlichungen zur lateinischen und griechischen Literatur sowie zur Archäologie des Mittelmeerraums ist er besonders als Grabungsleiter in Karthago hervorgetreten.

## Leben
Francis W. Kelsey studierte an der University of Rochester und unterrichtete nach dem Bachelorabschluss 1880 Latein und Griechisch an der Lake Forest University. 1882 wurde er dort zum Professor of Classics ernannt. 1883 absolvierte er das Masterexamen an der University of Rochester und unternahm noch im selben Jahr eine Studienreise nach Europa, die er 1884/85 wiederholte. Seine alma mater verlieh ihm 1886 ehrenhalber den Doktorgrad Ph. D.
1889 wechselte Kelsey von der Lake Forest University an die University of Michigan in Ann Arbor, wo er bis zu seinem Tod als Professor für Lateinische Sprache und Literatur wirkte. Seine Beziehungen nach Europa, besonders zu den Mittelmeerländern, baute er weiterhin aus. Im Jahr 1900/01 ging er als Gastprofessor an die American School of Classical Studies in Rome. Er war Vorstandsmitglied der American Philological Association (Präsident 1906/07) und des Archaeological Institute of America (Präsident 1907–1912), außerdem ordentliches Mitglied der Académie des Inscriptions et Belles-Lettres und des Deutschen Archäologischen Instituts.
Nachdem Kelsey in den 1880er und 1890er Jahren vor allem durch lateinische und griechische Textausgaben hervorgetreten war, wandte er sich mehr und mehr der Archäologie zu. Er übersetzte 1889 August Maus Standardwerk über die antike Stadt Pompeji und gab zusammen mit Percy Gardner die Handbuchreihe Handbooks of Archaeology and Antiquities heraus. In den 1890er Jahren erwarb Kelsey mehrere archäologische Funde im Mittelmeerraum für die Sammlungen der Universität, darunter im Jahr 1893 über 1000 Objekte von Händlern in Tunis, Rom, Capri und Sizilien. Diese beträchtliche Sammlung baute er mit Hilfe von Sponsoren bis zu seinem Tode unermüdlich aus. Sie bildet den Grundstock des 1927 gegründeten Kelsey Museum of Archaeology.
Von 1919 bis 1926 unternahm Kelsey mehrere Reisen in den Mittelmeerraum auf der Suche nicht nur nach geeigneten Objekten für seine Sammlung, sondern auch nach vielversprechenden Ausgrabungsstätten. So führte er 1924 Grabungen in Antiochia in Pisidien und Karthago durch. Die Grabungen in Karthago wurden ein Langzeitprojekt, das nach Kelseys Tod bis 1935 fortgesetzt wurde.

## Schriften (Auswahl)
- mit James Smith Reid: Cicero’s Cato Major De senectute and Laelius De Amicitia. Boston 1883
- T. Lucreti Cari De Rerum Natura Libri Sex. Boston 1884. 6. Auflage 1906
- C. Iulii Caesaris Commentarii rerum gestarum. Boston 1886. Nachdruck 1917
- mit Andreas C. Zenos: Xenophon’s Anabasis Books I–IV. Boston 1889. Nachdruck 1898
- P. Ovidii Nasonis Carmina Selecta. Boston / New York 1891. Nachdrucke 1906, 1925
- Topical Outline of Latin Literature. Boston 1891. Überarbeitete Ausgabe 1899
- Fifty Topics in Roman Antiquities. Boston 1891
- Select Orations and Letters of Cicero. Boston 1892. Nachdruck 1911
- Latin and Greek in American Education. New York 1911
- Excavations at Carthage, 1925. A Preliminary Report. New York / London 1926

Übersetzungen
- August Mau: Pompeii – Its Life and Art. New York / London 1889. Nachdruck 1904